# ویرا وست (فلوریدا)
ویرا وست (به انگلیسی: Viera West) یک منطقهٔ مسکونی در ایالات متحده آمریکا است که در شهرستان بروارد، فلوریدا واقع شده‌است. ویرا وست ۲۳٫۴ کیلومتر مربع مساحت و ۶٬۶۴۱ نفر جمعیت دارد و ۷٫۶۲ متر بالاتر از سطح دریا واقع شده‌است.